# Маньки (Сумская область)
Маньки (укр. Маньки) — село,
Голубовский сельский совет,
Лебединский район,
Сумская область,
Украина.
Код КОАТУУ — 5922983005. Население по переписи 2001 года составляло 12 человек .

## Географическое положение
Село Маньки примыкает к сёлам Федорки и Остробуры.